# Орике (фрегезия)
Орике (порт.  Ourique) - фрегезия (район) в муниципалитете Орике округа Бежа в Португалии. Территория – 249,54 км². Население – 3041 жителей. Плотность населения – 12,2 чел/км².